# Hippodrome du Petit Port
L'hippodrome du Petit Port se situe à Nantes en Loire-Atlantique, dans le quartier Nantes Nord. Inauguré en 1875, cet hippodrome de 35 hectares est ouvert au galop avec une piste en herbe de 2 065 m et au trot avec une piste en pouzzolane de 1 411 m, avec corde à gauche. Les tribunes construites en 1972 offrent une capacité d'accueil de 5 000 places, et sont équipées d'un restaurant panoramique proposant 350 couverts,.

## Histoire
En 1834, à l'initiative du Conseil général de la Loire-Inférieure, est fondée la Société des Courses de Nantes, avec une première course organisée sur les prairies de Chantenay trois ans plus tard. La Fédération des courses de l'Ouest est créée en 1849.
C'est le 11 mai 1875, que la ville de Nantes fit l'acquisition d'un terrain de 35 hectares aux héritiers de la famille Laënnec afin de créer un champ de courses, et, selon les termes d'une convention passée avec l'armée, un champ de tir et un terrain de manœuvres, le précédent situé sur l'île de la Prairie-au-Duc (après avoir été sur la prairie de Mauves près de la gare de Nantes) étant trop proche des ponts de la Vendée alors en construction, le bruit des détonations pour extraire la pierre sur les contreforts de Saint-Sébastien-sur-Loire nécessaire à la construction de l'ouvrage d'art, effrayaient les chevaux des officiers.
Gabriel Lauriol, alors adjoint nantais responsable des travaux publics sera chargé, à la demande du maire Julien-Charles Lechat, d’aménager la propriété du Petit Port, dont le nom se rapporte à un petit bassin naturel formé par le Cens, à son point de confluence avec l’Erdre. Il confie cette réalisation à François Aubry. De son château du Tertre tout proche (propriété de l'Université, près du campus du même nom), Lauriol put ainsi suivre l’évolution des travaux d’aménagement de l'hippodrome au jour le jour et dont les premières tribunes furent construites en 1883,,
.

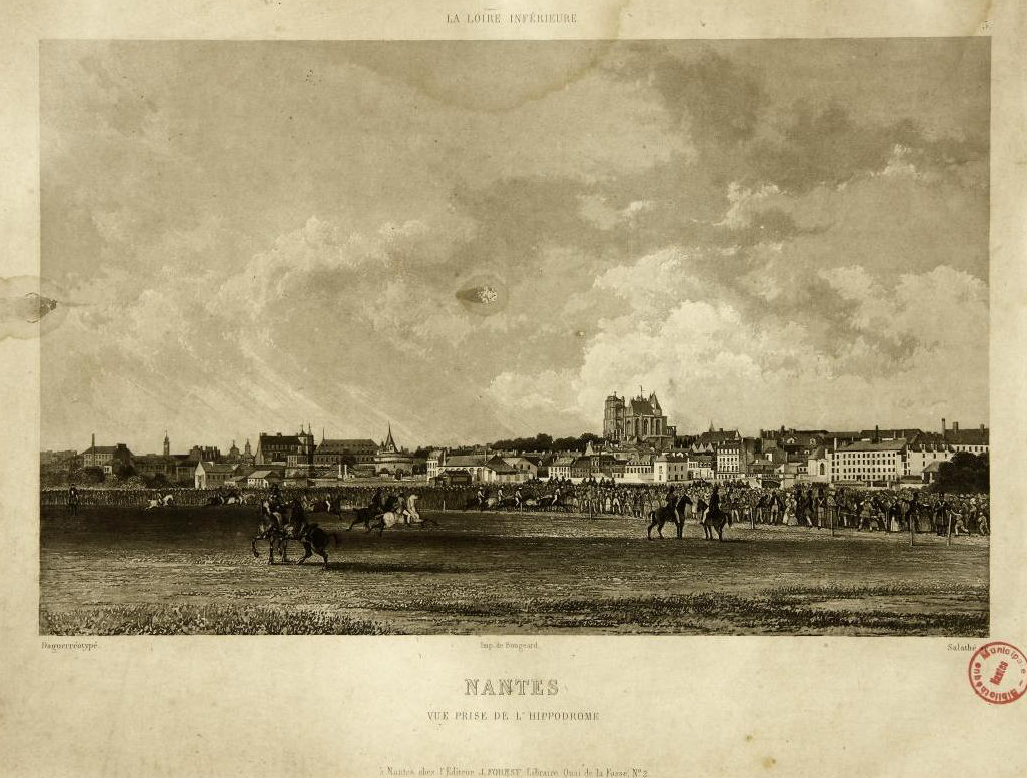
Vue prise de l'ancien hippodrome.

## Pistes
L'hippodrome possède plusieurs pistes :
- le plat (pistes en herbe de 2 068 m ; parcours de 1 100 m, 1 600 m, 2 400 m et 3 100 m ; ligne droite de 400 m sur une largeur de 25 m, départ aux boîtes) ;
- les haies (couru sur les pistes en herbe ; parcours de 3 100 m, 3 500 m et 3 900 m) ;
- le steeple (couru sur les pistes en herbe ; parcours de 3 800 m et 4 300 m) ;
- le trot (piste en sable d'une longueur de 1 411 m sur une largeur de 20 m ; ligne droite 350 m ; deux aires de départ à 2 300 m et 3 025 m ; corde à gauche ; voitures suiveuses).

## Sources
- Édouard Pied, Notices sur les rues de Nantes, A. Dugas, 1906, 331 p., p. 167.